# Thomas Lefroy
Thomas Langlois Lefroy (8 de enero de 1776 – 4 de mayo de 1869) fue un político y juez irlandés. Era el hijo mayor del coronel Anthony Peter Lefroy de Limerick (nacido en 108 George St, Limerick, ahora O'Connell St) y Anne Gardiner. La familia Lefroy procedía de la ciudad de Cambrai, en el sector noroeste de Francia. Era una familia de hugonotes y uno de los jefes de la familia, el Señor L'Offroy, murió en la batalla de Agincourt en 1415.

## Tom Lefroy y Jane Austen
En 1796, Lefroy comenzó un coqueteo con la novelista inglesa Jane Austen, amiga de una parienta mayor suya. Jane Austen escribió dos cartas a su hermana Cassandra citando a "Tom Lefroy", pero no parece que fuese una relación seria. Sin embargo, es posible que fuera él a quien Austen tenía en mente cuando se inventó el carácter del Sr. Darcy en Orgullo y prejuicio.
En una carta fechada el sábado 9 de enero de 1796, Austen menciona:
Me ha regañado tanto en la bonita y larga carta que acabo de recibir, que casi me da miedo contarle cómo nos comportamos mi amigo irlandés y yo. Imagínese usted todo lo más derrochador y chocante en la forma de bailar y de cómo nos sentamos juntos. Sin embargo, puedo exponerme, solo una vez más, porque sale del país poco después del próximo viernes, día en el que tendremos un baile en el Ashe después de todo. Es muy gentil, un joven guapo, agradable, se lo aseguro. Pero en cuanto a habernos conocido, salvo en los tres últimos bailes, no puedo decir mucho; porque se ríen tanto por mi causa en Ashe, que le da vergüenza venir a Steventon, y se escapó cuando visitamos a la Sra. Lefroy hace unos días.
. . .
Después de escribir lo anterior, hemos recibido la visita del Sr. Tom Lefroy y su primo George. Este último realmente se comporta muy bien ahora, y en cuanto al otro, tiene sin embargo un fallo, que el tiempo, espero, eliminará por completo - es que su levita es demasiado ligera. Es un gran admirador de Tom Jones, y por lo tanto lleva ropas del mismo color, me imagino, que cuando fue herido.
En una carta comenzada el jueves 14 de enero de 1796, y terminada la mañana del día siguiente, hubo otra mención a él.
Viernes. — Finalmente ha llegado el día en que voy a coquetear por última vez con Tom Lefroy, y cuando recibas esto, se habrá acabado. Mis lágrimas fluyen mientras escribo ante la melancólica idea.
Al enterarse de la muerte de Jane Austen (18 de julio de 1817), Thomas Langlois Lefroy viajó desde Irlanda a Inglaterra para rendir sus respetos a la autora británica. Además, en una subasta de documentos de Cadell (posiblemente en Londres), Lefroy compró la edición de la carta del bosquejo de Orgullo y Prejuicio (titulada originalmente Primeras Impresiones). 
Caroline Austen dijo en su carta a James Edward Austen-Leigh el 1 de abril de 1869:
 Adjunto una copia de la carta del Sr. Austen a Cadell -no sé qué novela habría enviado- La carta no da mucho crédito al tacto o cortesía de nuestro buen abuelo porque Cadell fue un gran hombre en su día, y no es sorprendente que haya rechazado el favor ofrecido por un desconocido, pero la circunstancia puede ser digna de mención, especialmente porque tenemos tan pocos incidentes para producir. En una venta de documentos de Cadell & c Tom Lefroy recogió la carta original y Jemima la copió para mí.
Es poco probable que Caroline Austen se dirigiese al Presidente del Tribunal Supremo Lefroy simplemente como "Tom Lefroy". Sin embargo, si es cierto que el Tom Lefroy original compró la carta de Candell después de la muerte de Austen, entonces es posible que se la entregase a Thomas Edward Preston Lefroy (T.E.P. Lefroy; marido de Jemima Lefroy, que era la hija de Anna Austen Lefroy y Benjamin Lefroy) más adelante. T.E.P. Lefroy más tarde daría la carta de Cadell a Caroline. La empresa Cadell & Davies fue clausurada en 1836 tras la muerte de Thomas Cadell Jr. La venta de los documentos de Cadell tuvo lugar en 1840, posiblemente en noviembre.
En los últimos años de la vida de Tom Lefroy, fue interrogado por su sobrino sobre su relación con Jane Austen, y admitió haberla amado, pero declaró que había sido un "amor juvenil". Tal como está escrito en una carta enviada desde T.E.P. Lefroy a James Edward Austen Leigh en 1870:
Mi venerable difunto tío... dijo en tantas palabras que estaba enamorado de ella, aunque matizó su confesión diciendo que era un amor juvenil. Como esto ocurrió en una conversación privada y amistosa, siento algunas dudas sobre si debo hacerlo público.
En una biografía de Jane Austen, Becoming Jane Austen, y en la película basada en esta, Becoming Jane, se cuenta que el romance de Austen y Lefroy fue más que un amor juvenil. En esta película, Lefroy es interpretado por James McAvoy. Aunque la película muestra un profundo y permanente amor entre ambos, no hay pruebas claras de este amor entre ellos.

## Hermanos de Tom Lefroy
Tom Lefroy nació en la familia irlandesa, descendiente de una familia hugonote francesa que emigró a Inglaterra en el siglo XVI, de ahí el apellido que suena francés (el fundador de la familia fue un Señor L'Offroy). En 1765, el padre de Tom (Anthony Peter Lefroy) se casó en secreto con Anne Gardner en Limerick (Irlanda). Cinco niñas nacieron sin que Benjamin Langlois (tío de Tom y benefactor de su familia) lo supiera (Radovici mencionó cinco, pero Cranfield mencionó cuatro, es posible que una de las hermanas de Thomas muriera en la infancia). Thomas Langlois Lefroy fue el sexto hijo, también el primer varón. La lista de los hermanos de Tom (con él incluido) es la siguiente:
1. Desconocido (se sabe que era mayor que Tom)
2. Lucy (1 de enero de 1768 – mayo de 1853)
3. Phoebe (15 de abril de 1770 – 5 de diciembre de 1839)
4. Catherine (18 de septiembre de 1771 – 3 de septiembre de 1805)
5. Sarah (18 de marzo de 1773 – 1836)
6. Thomas Langlois (8 de enero de 1776 – 4 de mayo de 1869)
7. Anthony (19 de octubre de 1777 – 7 de septiembre de 1857)
8. Elizabeth (17 de abril de 1780 – 22 de julio de 1867)
9. Benjamin (5 de mayo de 1782 – ?)
10. Christopher (26 de junio de 1784 – 14 de febrero de 1805)
11. Anne (26 de enero de 1786 – ?)
12. Henry (5 de mayo de 1789 – 29 de enero de 1876)

## Hijos de Tom Lefroy
Tom Lefroy se casó con Mary Paul el 16 de marzo de 1799 en el norte de Gales. De su matrimonio nacieron siete hijos que figuran en la Visitación de Irlanda:
1. Anthony Lefroy (diputado) (21 de marzo de 1800 – 11 de enero de 1890)
2. Jane Christmas Lefroy (24 de junio de 1802 – 3 de agosto de 1896)
3. Anne Lefroy (25 de abril de 1804 – 24 de febrero de 1885)
4. Thomas Paul Lefroy (31 de diciembre de 1806 – 29 de enero de 1891; escribió Memoir of Chief Justice Lefroy, publicado en 1871)
5. The Very Rev. Jeffry Lefroy (25 de marzo de 1809 – 10 de diciembre de 1885)
6. George Thomson Lefroy (26 de mayo de 1811 – 19 de marzo de 1890)
7. Mary Elizabeth Lefroy (19 de diciembre de 1817 – 23 de enero de 1890)

Otro hijo (Benjamin, nacido el 25 de marzo de 1815) murió en la infancia. Las tres hijas de Tom Lefroy nunca se casaron.

### Jane Christmas Lefroy
La primera hija de Tom se llamó Jane Christmas Lefroy, todavía se debate la procedencia del nombre "Jane". Algunos creen que se obtuvo a partir de Lady Jane Paul (la suegra de Tom). Otros creen que el nombre se refiere a Jane Austen, y esto es lo que está implícito en la película de 2007 Becoming Jane.

## Carrera política
Tom Lefroy tuvo un excelente expediente académico en el Trinity College de Dublín de 1790 a 1793. En 1793, su tío-abuelo Benjamin Langlois patrocinó sus estudios jurídicos en el Lincoln's Inn de Londres. Más tarde, se convirtió en un destacado miembro del Bar Council of Ireland (para el que fue llamado en 1797) y publicó una serie de informes sobre Derecho de los casos de la Corte de la Cancillería irlandesa. 
Tom Lefroy, el hijo mayor de Anthony Lefroy, fue también un diputado al igual que su padre en la vieja sede de la Universidad de Dublín. 
Lefroy se postuló en las elecciones a la Universidad de Dublín en 1827, como Tory, pero acabó tercero.

## Interés en la astronomía
Tom Lefroy también estaba interesado en la astronomía. El 30 de marzo de 1846 visitó a William Parsons, III Conde de Rosse, en Parsonstown para probar el nuevo telescopio de este, llamado Leviatán de Parsonstown. Tom más tarde escribió a su esposa (carta del 31 de marzo de 1846): 
"Ayer fue un día muy interesante. El Sr. Rosse y su esposa fueron todo lo amables que es posible. Las maravillas de su telescopio son indescriptibles. Dice, con tanta facilidad como otro hombre diría: "Ven y te mostraré una bella perspectiva", "Ven y te mostraré un universo, uno de una multitud innumerable de universos, cada uno mayor que el universo conocido hasta ahora por los astrónomos." El planeta Júpiter, que a través de un vidrio ordinario no es más grande que una buena estrella, se ve dos veces más grande que la Luna a simple vista. Era cierto todo lo que Doherty [un juez de más de seis pies de altura] dijo, que caminó en posición vertical en el tubo con un paraguas sobre su cabeza antes de que fuera establecido. Pero el genio desplegado en todos los elementos para crear este poderoso monstruo supera incluso el diseño y la ejecución de la misma. El telescopio pesa dieciséis toneladas y, sin embargo, Lord Rosse lo elevó con una sola mano desde su lugar de descanso, y dos hombres con facilidad lo elevarían a cualquier altura."